# Франц фон Таксис
Франц фон Таксис (на немски: Franz von Taxis; Franz I von Taxis; на немски: Francesco de Tasso; на френски: François de Tassis; * ок. 1459, Камерата Корнело при Бергамо, Италия; † между 30 ноември и 20 декември 1517, Брюксел, Белгия) е считан за основател на европейската пощенска система. Той е испански капитан- и пост-майстер, генерален пост-майсрер в Малинес и Брюксел (1501 – 1517).

## Биография
Той произлиза от лангобраския род Тасо („Даксен“) от Камерата Корнело. Син е на Пасиус де Тасис де Корнело († 1478/96) и съпругата му Тонола де Магнаско († ок. 1504). Брат е на Бернардо († ок. 1504), Рожер († 1514/15), Иснардус=Леонард, отговаря за пощенския път от Инсбрук за Равена († ок. 1519), Жането, имперски пост-майстер († ок. 1518).
През 1490 г. заедно с брат му Жането и племенникът му Йохан Баптиста (1470 – 1541), син на брат им Рожер, започват служба при крал и по-късния император Максимилиан I в Инсбрук. Те образуват за Максимилиан I през 1490 г. истинска поща в щафетна форма със смяна на конниците и конете.
Франц отива по-късно в Бургундска Нидерландия, където започва служба при сина на Максимилиан, ерцхерцог Филип Красивия, херцог на Бургундия. През 1512 г. той е издигнат в ниското благородническо съсловие. Същата година Франц и Йохан Баптиста фон Таксис получават обикновеното благородническо писмо.

## Фамилия
Франц се жени за Доротея Луйтволди († сл. 1521). Те нямат деца. Той има двама незаконни синове:
- Симон, каноник в Лиеж 1510
- Августинус († 1556), каноник, секретар на император Карл V

## Пощенски договори
Франц сключва пощенски договори през 1505, 1516 и 1517 г.
Пощенският договор от 18 януари 1505 г.: 
Брюксел-Инсбрук 5,5 дена (зимата 6,5 дена)
Брюксел-Париж 44 часа (зимата 54 часа)
Брюксел-Блоа 2,5 дена (зимата 3 дена)
Брюксел-Лион 4 дена (зимата 5 дена)
Брюксел-Гранада 15 дена (зимата 18 дена)
Брюксел-Толедо 12 дена (зимата 14 дена)
Пощенският договор от 1516 г.:
Брюксел-Инсбрук 5 дена (зимата 6 дена)
Брюксел-Париж 36 часа (зимата 40 часа)
Брюксел-Блоа 2,5 дена (зимата 3 дена)
Брюксел-Лион 3,5 дена (зимата 4 дена)
Вместо с пощенския курс Брюксел-Гранада и Брюксел-Толедо се договарят нови рути:
Брюксел-Бургос 7 дена (зимата 8 дена)
Брюксел-Рим по немския пощенски рут 10,5 дена (зимата 12 дена)
Брюксел-Неапол 14 дена през зимата